# Stjepan Dragomanović
Stjepan Dragomanović (Komarnica kraj Nove Gradiške, 15. srpnja 1887. – Opatija, 1949.), hrvatski turistički djelatnik.
Završio je vojnu školu u Sarajevu i Trstu, a stručno se usavršavao u Grenobleu. Od 1914. do 1936. godine organizirao je putničke urede i turistička društva. Osnovao je stalni turistički ured u Zagrebu i bio njegovim ravnateljem te ravnatelj prvoga osnovanoga ureda "Putnika u Zagrebu". Objavljivao je članke s područja turizma.